# Levadura de panadería

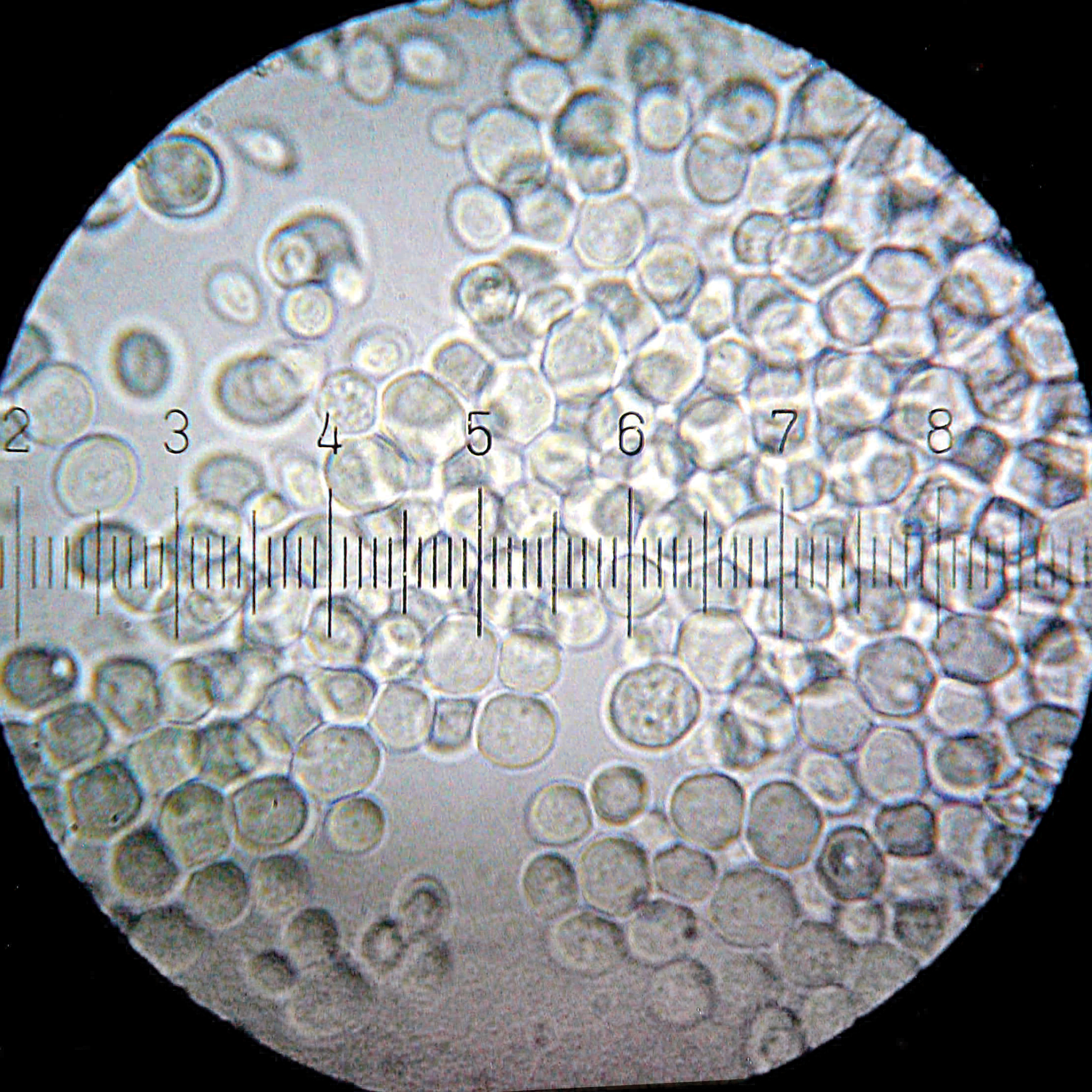
Saccharomyces cerevisiae.

La levadura de panadería es el nombre común para las cepas de levadura utilizadas comúnmente como un agente de levadura para pan y productos de panadería, donde los azúcares fermentables presentes en la masa se convierten en dióxido de carbono y etanol. La levadura de panadero es de la especie Saccharomyces cerevisiae, que es la misma especie (pero una cepa diferente) comúnmente utilizada en la fermentación alcohólica, que se llama levadura de cerveza. La levadura de panadero es también un microorganismo unicelular que se encuentra en y alrededor del cuerpo humano.
El uso de patatas al vapor o hervidas, el agua de la patata hervida, o el azúcar en una masa de pan proporcionan alimento para el crecimiento de las levaduras; sin embargo, el exceso de azúcar las deshidrata. El crecimiento de la levadura se inhibe tanto por la sal, como por el azúcar, pero más  con la sal que con el azúcar. Las grasas, como la mantequilla o los huevos, frenan el crecimiento de la levadura; no obstante, otros[¿quién?] dicen que el efecto de la  grasa en la masa aún no está claro, presentando evidencia que pequeñas cantidades de grasa son beneficiosas para volúmenes de pan al horno.[cita requerida]
Saccharomyces exiguus (también conocido como S. minor) es una levadura silvestre que se encuentra en plantas, frutas y granos que se utiliza en ocasiones para panadería; no obstante, en general no se utiliza en una forma pura, sino que viene propagada en una masa madre de arranque.

## Historia

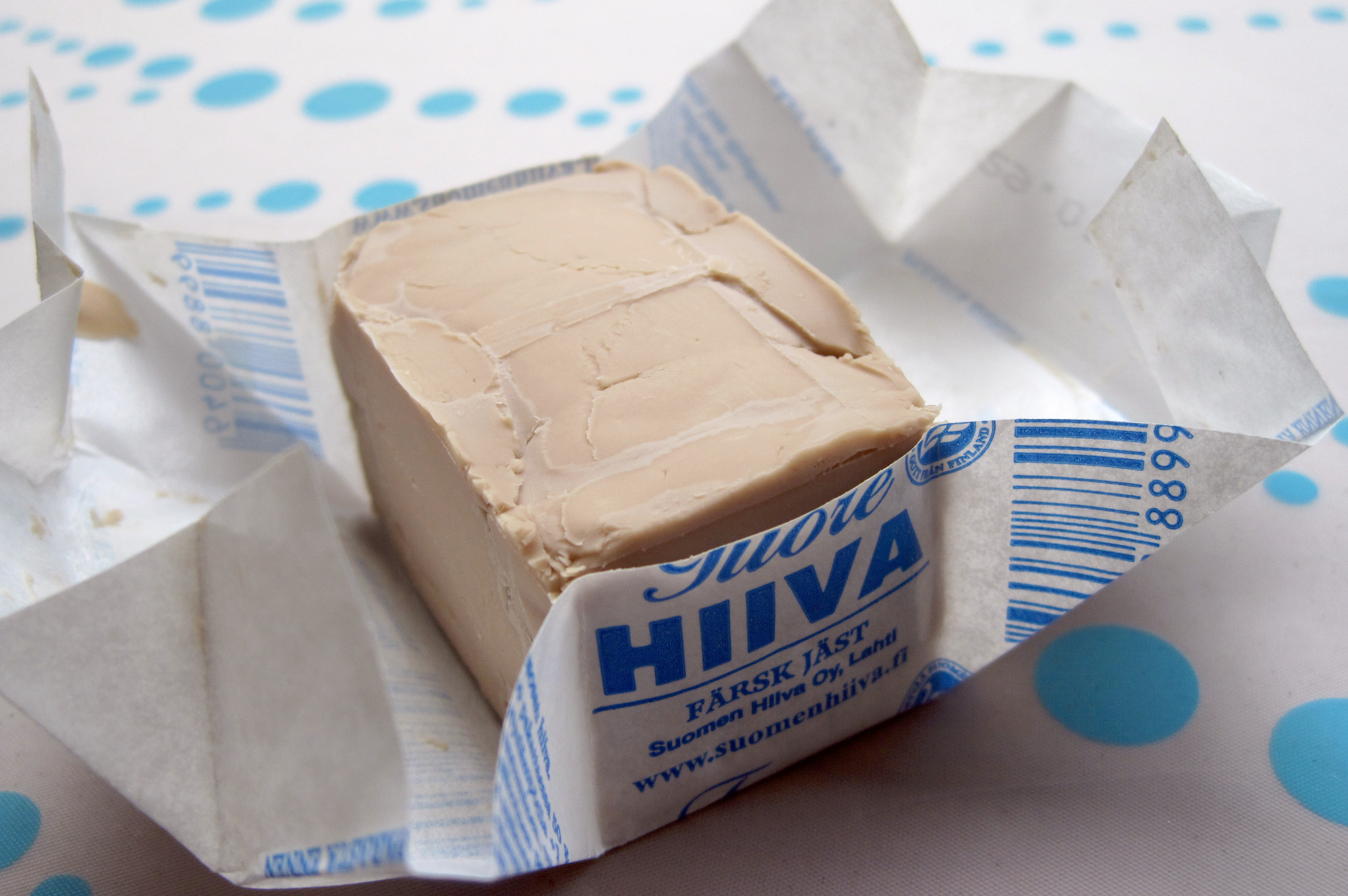
Un bloque de levadura fresca comprimida, en su envoltorio.

No se sabe cuando la levadura se utilizó por primera vez para hacer pan; los primeros registros definitivos vienen del Antiguo Egipto. Los investigadores especulan que una mezcla de comida de harina y agua se dejó más de lo habitual en un día cálido y que las levaduras que se producen en los contaminantes naturales de la harina provocaron que se fermentara antes de hornear. El pan resultante habría sido más ligero y más sabroso que los duros panes planos anteriores. En general, se supone que las primeras formas de levadura probablemente fueron muy similares a la masa madre moderna; la acción de fermentación de la levadura se habría descubierto por su acción sobre las masas de pan plano, y habría sido cultivado ya sea por separado o transferido de un lote a otro por medio de una masa previamente mezclada ("vieja"). Además, el desarrollo de pan con levadura parece haberse dado en estrecha proximidad con el desarrollo de la elaboración de la cerveza ya que la espuma del proceso de fermentación de cerveza también puede ser utilizado en la fabricación de pan.

## Tipos de levadura de panadero

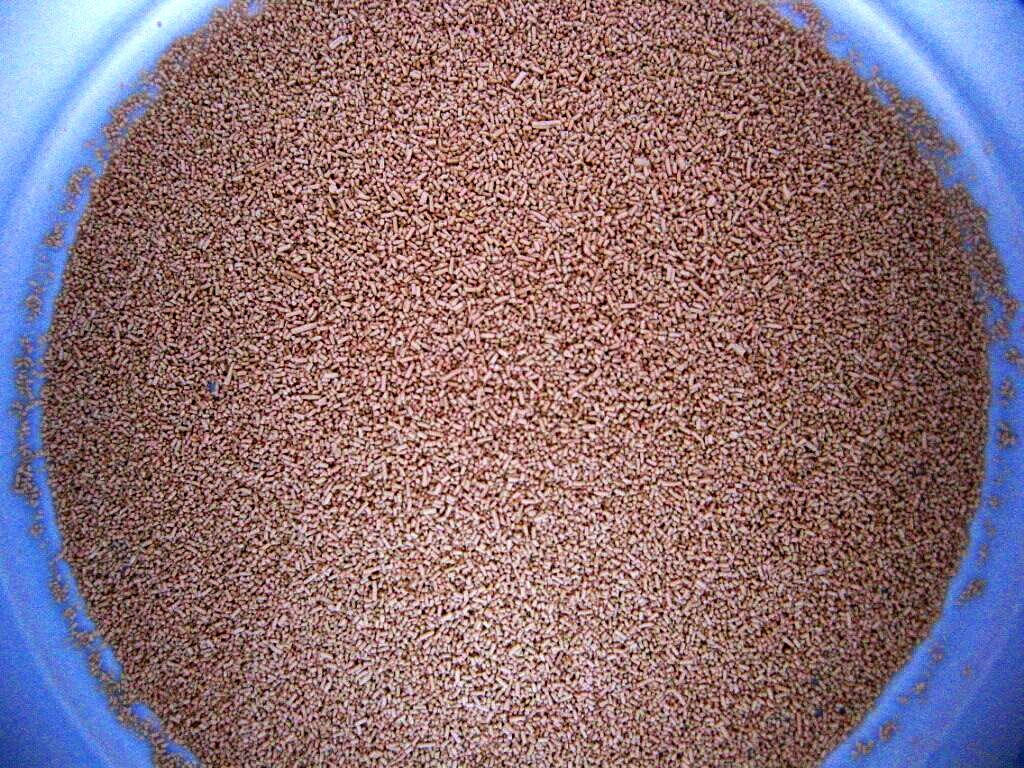
Levadura activa seca, una forma granulada en la que la levadura se vende comercialmente.

La levadura de panadero está disponible en un número de diferentes formas, las principales diferencias son el contenido de humedad. Aunque cada versión tiene algunas ventajas sobre las otras, la elección de la forma a utilizar es en gran medida una cuestión de los requisitos de la receta en mano y de la formación del cocinero que la prepara. Las formas de levaduras secas son buenas opciones para el almacenamiento a largo plazo, con una duración de varios meses a temperatura ambiente, sin pérdida significativa de viabilidad. En general, con margen ocasional para el contenido líquido y la temperatura, las diferentes formas de la levadura comercial se consideran intercambiables:
- Levadura en crema.
- Levadura comprimida.
- Levadura secada activa.
- Levadura instantánea.
- Levadura de crecimiento rápido.
- Levadura desactivada.

La relación entre ellas es sencilla, tendríamos que utilizar de levadura seca aproximadamente una tercera parte de la cantidad de levadura en fresco. Los sobres de levadura en polvo suelen pesar normalmente 5’5 g., es decir, esos 5,5 gramos de levadura seca de panadería equivalen a 14 gramos de levadura fresca prensada.
Para la mayoría de usos comerciales, cualquier forma de levadura se envasa a granel (en bloques o bolsas refrigeradas para la levadura fresca; en bolsas de ladrillo envasadas al vacío para el la seca o instantánea); no obstante, la levadura para uso doméstico es a menudo envasada en dosis pre-medidas, ya sea en pequeños cuadrados de levadura comprimida o en sobrecitos sellados para la secada o instantánea. Para la levadura secada activa o instantánea, en general una sola dosis general (estimada para la receta de pan promedio entre de 500 g y 1000 g de masa) es de aproximadamente 2,5 cucharaditas (~ 12 ml) o alrededor de 7 g, aunque se emplean comparativamente menores cantidades cuando se utiliza la levadura en un pre-fermento. En general, no es perceptible un sabor de la levadura en el pan horneado, cuando el porcentaje de panadería de la levadura añadida es menos de 2,5%.